# Анкона (аеропорт)
Аеропорт Анкона (італ. Aeroporto delle Marche) (IATA: AOI, ICAO: LIPY) —  аеропорт, що обслуговує Анкону, і регіон Марке, центральна Італія. Аеропорт розташований приблизно за 12 км W від Анкони, у Фальконара-Мариттіма.
Перший аеродром на місці сучасного аеропорту був побудований тут в 1962 році, і тільки в 1992 році він отримав статус міжнародного.
Аеропорт складається з двох пасажирських терміналів (прибуття та відправлення) площею 6 300 м² і вантажного терміналу з площею — 1 800 м².

## Авіалінії та напрямки

### Пасажирські
| Авіакомпанія | Пункт призначення                                               |
| ------------ | --------------------------------------------------------------- |
| Blu-express  | Тирана                                                          |
| easyJet      | Лондон-Гатвік                                                   |
| Lufthansa    | Мюнхен                                                          |
| Ryanair      | Брюссель-Шарлеруа, Лондон-Станстед Сезонний: Веце               |
| Transavia    | Сезонний: Париж-Орлі (з 4 квітня 2020)                          |
| Volotea      | Сезонний: Кальярі, Катанія, Ольбія (з 12 червня 2020),, Палермо |

### Вантажні
| Авіакомпанія  | Пункт призначення         |
| ------------- | ------------------------- |
| DHL Aviation  | Мілан-Бергамо, Сараєво    |
| FedEx Express | Рим-Ф'юмічіно             |
| Mistral Air   | Брешія                    |
| UPS Airlines  | Мілан-Бергамо, Кельн/Бонн |

## Статистика
| Рік  | Пасажирообіг      | Авіатрафік       | Вантажообіг      |
| ---- | ----------------- | ---------------- | ---------------- |
| 2000 | 433.729 - ▲ 1,6%  | 19.642 - ▲ 21,0% | 4.879 - ▼ 4,1%   |
| 2001 | 451.379 - ▲ 4,1%  | 19.450 - ▼ 1,0%  | 5.226 - ▲ 7,1%   |
| 2002 | 463.837 - ▲ 2,8%  | 19.977 - ▲ 2,7%  | 5.903 - ▲ 13,0%  |
| 2003 | 522.373 - ▲ 12,6% | 19.320 - ▼ 3,3%  | 5.468 - ▼ 7,4%   |
| 2004 | 528.425 - ▲ 1,2%  | 19.234 - ▼ 0,4%  | 5.880 - ▲ 7,5%   |
| 2005 | 485.929 - ▼ 8,0%  | 18.861 - ▼ 1,9%  | 4.973 - ▼ 15,4%  |
| 2006 | 481.588 - ▼ 0,9%  | 14.711 - ▼ 22,0% | 5.302 - ▲ 6,6%   |
| 2007 | 500.126 - ▲ 3,8%  | 13.921 - ▼ 5,4%  | 6.128 - ▲ 15,6%  |
| 2008 | 416.331 - ▼ 16,8% | 14.337 - ▲ 3,3%  | 6.441 - ▲ 5,1%   |
| 2009 | 432.806 - ▲ 4,0%  | 12.688 - ▼ 11,7% | 5.616 - ▼ 12,8%  |
| 2010 | 520.410 - ▲ 20,2% | 15.241 - ▲ 20,1% | 6.274 - ▲ 11,7%  |
| 2011 | 610.525 - ▲ 17,3% | 15.995 - ▲ 4,9%  | 6.996 - ▲ 11,5%  |
| 2012 | 564.576 - ▼ 7,5%  | 14.828 - ▼ 7,3%  | 6.864 - ▼ 1,9%   |
| 2013 | 503.392 - ▼ 10,8% | 13.264 - ▼ 10,6% | 6.656 - ▼ 3,0%   |
| 2014 | 480.673 - ▼ 4,51% | 12.764 - ▼ 3,77% | 6.990 - ▲ 5,02%  |
| 2015 | 521.065 - ▲ 8,4%  | 12.395 - ▼ 2,9%  | 6.723,9 - ▼ 3,8% |
| 2016 | 482.580- ▼ 7,4%   | 11.741 - ▼ 5,3%  | 6.087,4 - ▼ 9,5% |
| 2017 | 485.037- ▲ 0,5%   | 11.083- ▼ 5,6%   | 6.808,6- ▲ 11,8% |

## Наземний транспорт

### Залізниця
Станція Кастельферретті розташована навпроти виходу з пасажирського терміналу аеропорту, інтервал руху потягів 15-25 хвилин. Вартість проїзду 1 - 4 EUR.

### Автобус
Рейсові автобуси Raffaello Aerobus, курсують з 7:00 до 22:30. Квиток до Фальконара коштує 3-4 EUR, до Анкона — 2-5 EUR.